# The Vale of Rest
The Vale of Rest - where the weary find repose (Nederlands: Het Dal der Stilte - waar de vermoeiden rust vinden) is een schilderij van de Engelse prerafaëlitische kunstschilder John Everett Millais uit 1858 en 1859, olieverf op doek, 102,9 × 172,7 centimeter groot. Het toont een tafereel met twee nonnen op een kerkhof, dat een primaire associatie oproept met het memento mori-thema, maar ook diverse andere interpretaties in zich bergt. Het schilderij behoort tot de collectie van de Tate Gallery in Londen.

## Schilderij

#### Afbeelding
In The Vale of Rest beeldt Millais twee katholieke nonnen af. De linkse, een novice, is druk bezig een graf te graven met een schop. Linksvoor ligt nog een houweel. De rechtse, gezeten op een grafsteen welke mogelijk op een doodskist ligt, kijkt toe, met een rozenkrans in haar handen waaraan een kruis en een kleine schedel bevestigd zijn. Klaarblijkelijk zijn beide nonnen bezig iemand te begraven op een klein ommuurd, middeleeuws aandoend privé-kerkhof. Aan de horizon tekenen zich de silhouetten van populieren en een -mogelijk luidende- kapelklok af, tegen de achtergrond van een sombere lucht, gekleurd door het laatste licht van een ondergaande zon. De langwerpige wolk, als toen wel beschouwd de vorm te hebben van een doodskist, geldt volgens Schotse legenden als een voorbode van de dood.

#### Ontstaan
Qua stijl wordt het schilderij nog steeds gerekend tot de prerafaëlitische periode van Millais. De werkwijze is vormvast en sterk realistisch met veel symboliek. Na de voltooiing van het schilderij zou hij overschakelen op een meer conventionele estheticistische stijl, die beter verkocht.
Het idee voor het schilderij ontstond volgens Millais' vrouw Effie tijdens hun huwelijksreis naar Schotland in 1855. Millais was erg onder de indruk van het merenlandschap bij Inveraray, Argyll and Bute. Toen hun koetsier hen daar vertelde over de ruïnes van een katholiek klooster op een van de eilanden, fantaseerden Millais en Effie over de schoonheid van de pittoreske, maar ook duistere en seculaire aspecten van de katholieke godsdienst in het verleden. Millais vertelde zijn vrouw dat hij daar na de terugkeer van hun reis een schilderij over wilde maken.

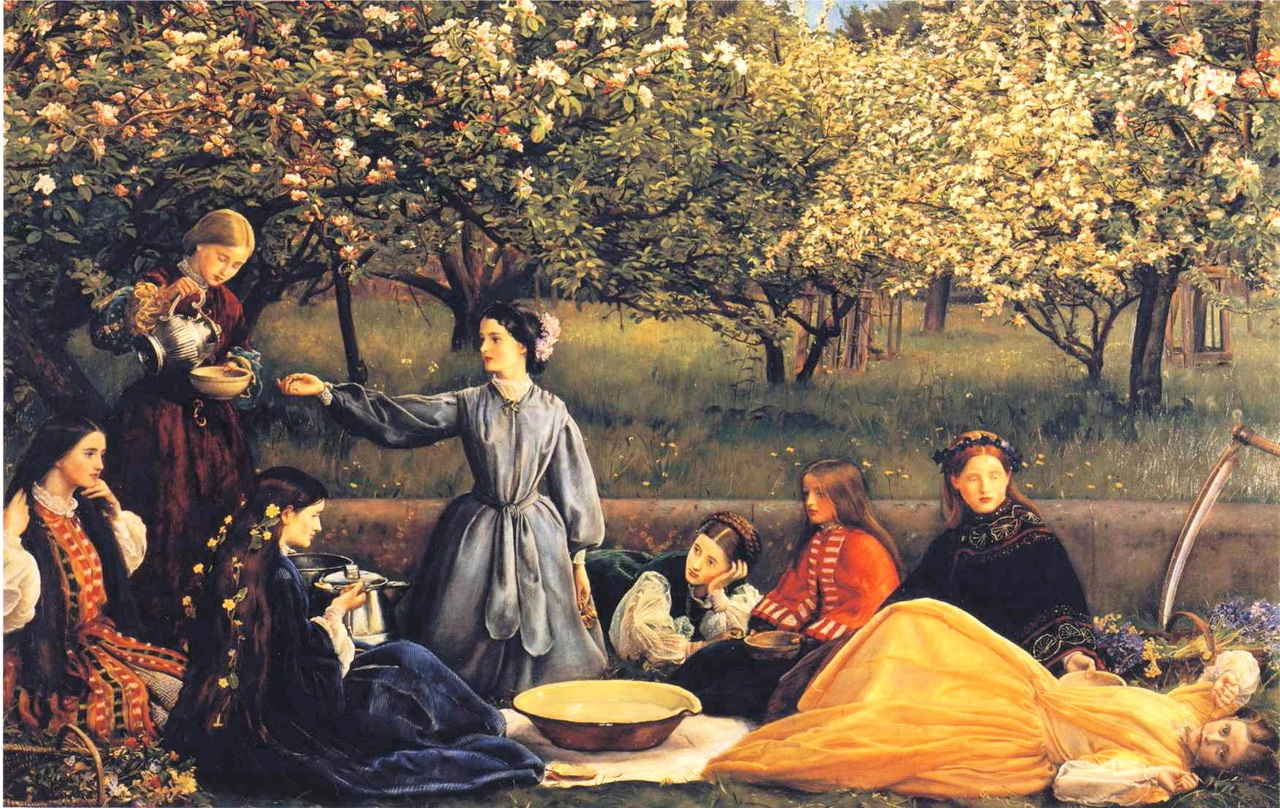
Spring, pendant van het schilderij.

Uiteindelijk duurde het nog drie jaar alvorens Millais aan het werk begon, zij het niet als een historisch werk. Hij zette zich aan het schilderij, aldus Effie, nadat hij in oktober 1858 gegrepen werd door een prachtige ondergaande zon. Hij pakte direct zijn palet en schilderde de eerste opzet van het werk, in grove penseelstreken, 'en plein air' in de tuin van Effie's familiehuis, inclusief de figuren. De prachtige zonsondergangen hielden twee of drie avonden aan, tijdens welke hij onafgebroken werkte. Vervolgens werkte hij het schilderij binnenshuis bij, waarbij hij de kleuren van de lucht en zonsondergang verzachtte. Het graf en de grafstenen werden enkele maanden later ingeschilderd op het oude Kinnoull kerkhof in Perth.

#### Titel en ontvangst
De titel van het schilderij, zowel als de subtitel 'Where the weary find repose', zijn ontleend aan Mendelssohn's lied 'Ruhetal' uit 'Sechs Lieder, Opus 59, no.5'. Millais hoorde het lied op gegeven moment zingen door zijn broer William en voelde direct dat het een perfecte titel voor het schilderij zou zijn.
The Vale of Rest was een van Millais' lievelingswerken. Hij exposeerde het in 1859 bij de Royal Academy of Arts, samen met - en als een pendant van - Spring (of Apple Blossoms) uit 1856. Tijdens deze tentoonstelling werd het werk sterk bekritiseerd, deels vanwege het katholieke onderwerp, maar later werd het beschouwd als een van Millais' grootste prestaties. In 1896 werd het door Henry Tate persoonlijk aangekocht voor zijn Tate Gallery.

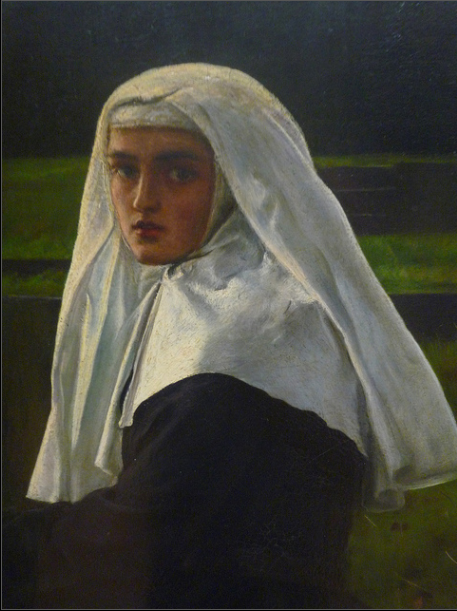
Detail van de non rechts, die de kijker direct aanstaart.

## Interpretatie

#### Memento Mori
Sterfelijkheid wordt algemeen gezien als het leidende thema van The Vale of Rest. De kleine schedel aan de rozenkrans duidt onmiskenbaar op een 'memento mori'. De primaire associatie lijkt er een van rust en vredigheid te zijn. Millais hechtte altijd veel waarde aan contemplatie, hetgeen mogelijk ook zijn genegenheid voor nonnen verklaart. De vraag rijst echter of daarmee alles is gezegd. Diverse kenmerken van het schilderij lijken om een nadere interpretatie te vragen. Soms zijn bepaalde kenmerken ook voor meerdere uitleggen vatbaar.

#### Nonnen en seksualiteit
Zo is het opvallend dat Millais kiest voor katholieke nonnen, hetgeen in het Anglicaanse Engeland doorgaans als verdacht en controversieel gold. Ook het laten verrichten van zware arbeid door vrouwen is opmerkelijk, waarbij de vraag zich opwerpt waarom de ene non zo hard werkt, terwijl de andere enkel toekijkt.
Onduidelijk blijft wat de relatie is tussen de twee nonnen. Spangler wijst op een duidelijke seksuele ondertoon, die typerend zou zijn voor het oeuvre van Millais in zijn algemeenheid, en bijvoorbeeld ook voor Spring, die hij als pendant presenteerde. Spangler suggereert dat er in The Vale of Rest gezinspeeld wordt op een diepere emotionele verbondenheid tussen beide figuren, in zijn ogen met een seksuele ondertoon. Het ommuurde kerkhof kan daarbij als symbool worden gezien voor hun maagdelijkheid, waarbij hun schoonheid wordt verspild door het verstrijken van het leven. De afwezigheid van mannen kan eveneens seksueel worden geduid, de mogelijkheid openlatend voor de kijker om te interveniëren. Kunsthistorica Susan Casteras noemt dat 'het geredde nonnensyndroom' en wijst daarbij ook op andere werken van Millais, zoals Sister Anna's Probation (1861). Ook maakt ze een referentie naar Effie's eerdere seksloze huwelijk met John Ruskin, waaruit Millais haar zou hebben 'gered'. Volgens Spangler kan uit het oeuvre van Millais ook worden afgeleid dat hij een voorkeur had voor onderdanige vrouwen, waar tegenover hij dan vaak een zekere gestrengheid plaatste. Opvallend wat dat betreft is dat de non rechts de kijker strak in de ogen kijkt. Ze heeft een devote maar tegelijk gebiedende blik. Millais schijnt lang doende te zijn geweest met het vinden van de juiste en in zijn ogen meest passende gelaatsuitdrukking voor haar.

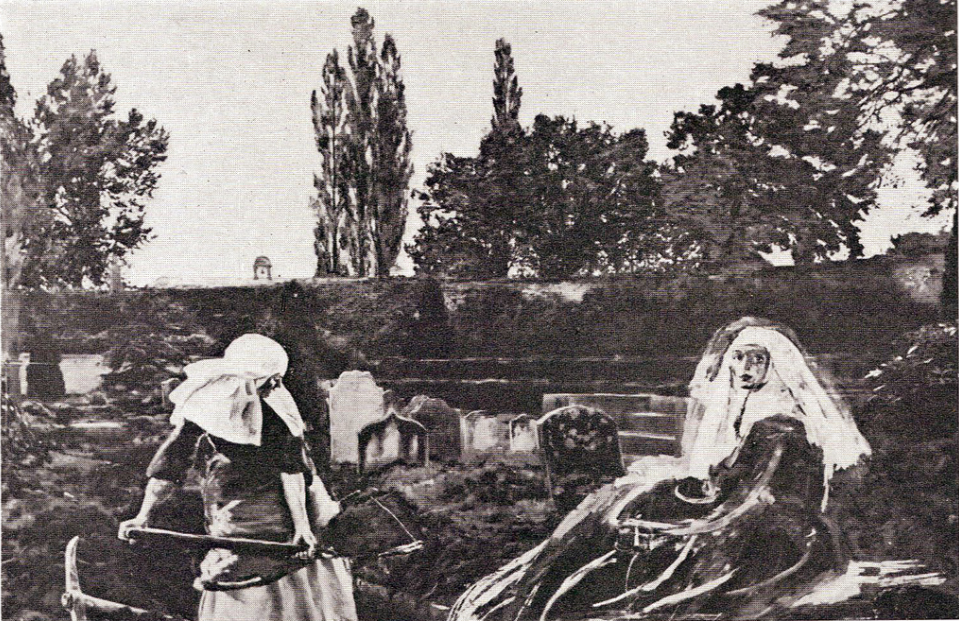
Foto door Millais van zijn nog onvoltooide schilderij. Duidelijk te zien is dat hij nog volop bezig was met de gelaatsuitdrukking van de non rechts.

#### Begrafenisthema
Een ander punt van discussie met betrekking tot het onderwerp van het schilderij is de handeling van begraven. Kunstcriticus Tom Lubbock (1957-2011) suggereert dat er mogelijk zelfs iets anders dan een begrafenis gaande zou kunnen zijn, iets geheimzinnigs, in het verborgene van de schemer. De vraag kan gesteld worden wat ze daar doen, met zijn tweetjes, zo laat op de dag. Wellicht wordt er niemand begraven, zo schrijft hij in een artikel in The Independent in 2009, maar graven de nonnen wel iemand op uit de donkere aarde. Wellicht kijkt de non rechts de kijker wel zo strak aan omdat ze zich betrapt voelt, maakt ze ons deelgenoot van een duistere samenzwering.
Spangler legt een verband met de discussies die ten tijde van het ontstaan van het schilderij in Engeland werden gevoerd over het verbieden van particuliere begrafenissen, waarmee het schilderij een oppositionele conservatieve strekking zou kunnen hebben, maar wellicht ook net niet. Millais was een meester in het creëren van ambigue betekenissen, waarmee hij vaak een mysterieuze sfeer wilde oproepen of versterken. In The Vale of Rest blijkt dat bij uitstek. Volgens Lubbock zijn de verborgen thema's, de ongrijpbaarheid van de exacte bedoeling van de schilder en het ambigue in de interpretatie, precies de dingen die intrigeren aan het schilderij.